# Tortula lamprocalyx
Tortula lamprocalyx là một loài Rêu trong họ Pottiaceae. Loài này được (Müll. Hal.) Mont. miêu tả khoa học đầu tiên năm 1850.